# میلنکو تاپیچ
میلنکو تاپیچ (انگلیسی: Milenko Topić؛ زادهٔ ۶ مارس ۱۹۶۹) بازیکن بسکتبال اهل صربستان است.
از باشگاه‌هایی که در آن بازی کرده‌است می‌توان به باشگاه بسکتبال ستاره سرخ بلگراد و المپیا میلان اشاره کرد.
وی در مسابقات کشوری و بین‌المللی در مجموع برندهٔ ۲ مدال طلا، ۱ مدال نقره، ۱ مدال برنز شده‌است.